# Plon
Éditions Plon es una editorial francesa que fue fundada en París en 1852 por Henri Plon y sus dos hermanos.

## Historia
Según la leyenda el fundador de la familia fue Jehan Plon, originario de Plön, Alemania que en el siglo XVI se asentó en Nivelles y más tarde en Mons, Bégica, casándose entonces con la hija de un tipógrafo. Sus descendientes serían importantes tipógrafos e impresores a lo largo de los siglos XVI y XVIII.
Éditions Plon fue creada en 1852 por Henri Plon y sus dos hermanos, de origen danés.
Llevó el pomposo título de Imprimeur de l'Empereur (Impresor del Emperador) y publicó la correspondencia de Luis XIII de Francia, María Antonieta y Napoleón Bonaparte. 
Durante la década de 1920 publicó las novelas de la escritora judío-argelina Elissa Rhaïs. 
Plon publicó Quid, una conocida enciclopedia, de 1963 a 1974.

## Venta del sello
Fue adquirida por el Groupe de La Cité, que posteriormente fue adquirido en 1988 por el grupo editorial Havas. En 2001, Havas fue absorbida por el grupo Vivendi, entonces llamada Vivendi Universal. El grupo Vivendi, que ya se enfrentaba a problemas financieros, vendió varias editoriales, entre ellas Plon, a Wendel Investissement, que lo puso bajo el paraguas del grupo editorial Editis. 
En 2008, Editis fue vendida al Grupo Planeta, de España, pero en julio de 2010, el Grupo Editis adquirió de nuevo el sello Plon y la empresa se disolvió, quedando sin embargo su marca comercial. Desde 2018, Sophie Charnavel dirige Éditions Plon.
A finales de 2018, Vivendi compró Editis por 900 millones de euros y en noviembre de 2023, Czech Media Invest, propiedad del multimillonario checo Daniel Křetínský, adquirió Editis a Vivendi.

## Colecciones de libros
- L’Abeille PLON
- Bibliothèque PLON
- Bibliothèque reliée PLON
- Dictionnaire Amoureux
- Documents et Mémoires
- Feux Croisés
- La Nouvelle Bibliothèque PLON
- Romans
- Terre Humaine
- Tribune Libre